# مسجد خوش‌آباد
مسجد خوش آباد مربوط به دوره قاجار است و در شهرستان همدان، بخش فامنین، دهستان خرم دشت، روستای خوش آباد واقع شده و این اثر در تاریخ ۲۳ بهمن ۱۳۸۵ با شمارهٔ ثبت ۱۷۱۴۴ به‌عنوان یکی از آثار ملی ایران به ثبت رسیده است.